# ژوئن ۲۰۱۳

## ۴ ژوئن۲۰۱۳
- پیروزی تیم ملی فوتبال ایران بر قطر در چارچوب بازی‌های مقدماتی جام جهانی فوتبال  ۲۰۱۴ برزیل با نتیجه‌ی یک - صفر که زننده‌ی این تک گل مسابقه، رضا قوچان‌نژاد بود. تابناک
- رفع فیلتر بخش بارگزاری وبگاه ویکی‌مدیا پس از ۸ روز

## ۹ ژوئن۲۰۱۳
- خبرگزاری‌های فارس و مهر خبر دادند احتمالاً شورای نگهبان در جلسه فردای خود، صلاحیت حسن روحانی را برای انتخابات ریاست جمهوری رد خواهد کرد. عباس کدخدایی، سخنگوی شورای نگهبان، این خبر را تکذیب کرد. بی بی سی‌خبرگزاری مهر

## ۱۵ ژوئن۲۰۱۳
- حسن روحانی رئیس جمهور منتخب ایران شد

## ۱۸ ژوئن۲۰۱۳
- تیم ملی فوتبال ایران به جام جهانی صعود کرد.

تیم ملی فوتبال ایران، در آخرین دیدار مرحله مقدماتی جام جهانی با تک گل رضا قوچان نژاد و پیروزی برابر کره‌جنوبی به عنوان تیم اول گروه به جام جهانی فوتبال ۲۰۱۴ صعود کرد. آخرین نیوز

## ۲۵ ژوئن۲۰۱۳
- امیر قطر، رسما از قدرت کناره گیری کرد

## ۳۰ ژوئن۲۰۱۳
- مقام ارشد نیروی هوایی روسیه: شاید طی ۲۴ ساعت آینده عربستان و قطر را بمباران کنیم.از آسمان ایران برای حمله استفاده خواهیم کرد.

## پیوندهای روزانه
- درگاه: وقایع کنونی/وقایع ۴ ژوئن ۲۰۱۳
- درگاه: وقایع کنونی/وقایع ۹ ژوئن ۲۰۱۳
- درگاه: وقایع کنونی/وقایع ۱۴ ژوئن ۲۰۱۳
- درگاه: وقایع کنونی/وقایع ۱۵ ژوئن ۲۰۱۳
- درگاه: وقایع کنونی/وقایع ۱۸ ژوئن ۲۰۱۳
- درگاه: وقایع کنونی/وقایع ۲۵ ژوئن ۲۰۱۳
- درگاه: وقایع کنونی/وقایع ۳۰ ژوئن ۲۰۱۳